# Blue Jacket
Blue Jacket a fost un clipper extrem construit de firma maritimă White Star Line în anul 1854.